# Philip Sheridan
Philip Henry Sheridan (6 tháng 3 năm 1831 – 5 tháng 8 năm 1888) là sĩ quan Lục quân Hoa Kỳ, được Ulysses S. Grant thăng chức từ đại tá bộ binh ở Mặt trận miền Tây lên chức thiếu tướng của Liên bang miền Bắc thời Nội chiến Hoa Kỳ.
Năm 1864 ông đánh bại lực lượng Liên minh miền Nam trong chiến dịch Thung lũng 1864 và là người đầu tiên trong lịch sử quân đội Hoa Kỳ sử dụng chiến thuật tiêu thổ đốt sạch nhà cửa của dân chúng địa phương. Năm 1865, Sheridan góp sức đẩy lui quân của miền Nam và đánh đuổi buộc tướng Robert E. Lee phải đầu hàng đầu hàng tại Appomattox.
Sheridan sau đó dẫn quân tấn công dân da đỏ và bị sử gia sau này kết tội ông là kỳ thị với ý đồ diệt chủng dân bản địa.
Ngày 1 tháng 11 năm 1883, Sheridan thay thế William T. Sherman làm Tướng tư lệnh Lục quân Hoa Kỳ và giữ chức vị đó cho đến khi qua đời. Ông được thăng chức Thống tướng Lục quân vào ngày 1 tháng 6 năm 1888, ngay trước khi qua đời. Đây là chức vị mà Grant và Sherman đã từng được trước đây.
Sheridan là người tiên phong thành lập và bảo quản Vườn quốc gia Yellowstone.